# Heimattage Baden-Württemberg
In Baden-Württemberg finden seit 1978 jährlich die Heimattage Baden-Württemberg statt, sie sind das offizielle Landesfest. Sie werden jeweils von einer anderen Stadt ausgerichtet. Diese ist für die Organisation zusammen mit dem Landesausschuss Heimatpflege Baden-Württemberg verantwortlich.
Getragen wird der Landesausschuss von den vier regionalen Arbeitskreisen Heimatpflege in den Regierungsbezirken Freiburg, Karlsruhe, Stuttgart und Tübingen.
Während der Heimattage finden mehrere kulturelle Veranstaltungen statt. Höhepunkt ist ein Umzug durch die Stadt, bei der sich Trachtenvereine und Musikkapellen aus allen Regionen des Landes präsentieren.
Die ersten Heimattage fanden 1978 in Konstanz statt. Seither wird jedes Jahr am Eröffnungstag auch die Heimatmedaille des Landes Baden-Württemberg an zehn Bürger vergeben, die sich um das Land Baden-Württemberg verdient gemacht haben. Die künftigen Termine sind bis einschließlich 2029 bereits festgelegt. Verantwortlich für die Vergabe der Heimattage ist das Staatsministerium Baden-Württemberg und der Landesausschuss Heimatpflege Baden-Württemberg.

## Veranstaltungen

### Bisherige Veranstaltungen
Bislang fanden die Heimattage Baden-Württemberg in folgenden Städten statt:
- 1978: Konstanz
- 1979: Esslingen am Neckar
- 1980: Offenburg
- 1981: Heilbronn
- 1982: Ravensburg
- 1983: Pforzheim
- 1984: Heidenheim an der Brenz
- 1985: Villingen-Schwenningen
- 1986: Buchen (Odenwald)
- 1987: Albstadt
- 1988: Engen
- 1989: Nürtingen
- 1990: Bretten
- 1991: Bad Urach
- 1992: Aalen
- 1993: Öhringen
- 1994: Ettlingen
- 1995: Sigmaringen
- 1996: Weil der Stadt
- 1997: Bad Säckingen/Wehr (Baden)
- 1998: Ladenburg
- 1999: Pfullingen
- 2000: Schramberg
- 2001: Bad Rappenau
- 2002: Mosbach
- 2003: Rottweil
- 2004: Weingarten (Württemberg)
- 2005: Schorndorf
- 2006: Wertheim
- 2007: Eppingen
- 2008: Ulm
- 2009: Reutlingen
- 2010: Markgräflerland: Die neun Gemeinden Auggen, Badenweiler, Ballrechten-Dottingen, Buggingen, Eschbach, Heitersheim, Müllheim, Neuenburg am Rhein und Sulzburg richteten gemeinsam die Heimattage aus.
- 2011: Bühl
- 2012: Städtedreieck Donaueschingen, Bräunlingen und Hüfingen
- 2013: Neckar-Erlebnis-Tal e. V.: Sulz am Neckar, Horb am Neckar, Eutingen im Gäu, Starzach und Rottenburg am Neckar
- 2014: Waiblingen
- 2015: Bruchsal
- 2016: Bad Mergentheim
- 2017: Karlsruhe
- 2018: Waldkirch
- 2019: Winnenden
- 2020: Sinsheim (abgesagt aufgrund der COVID-19-Pandemie)
- 2021: Radolfzell am Bodensee
- 2022: Offenburg
- 2023: Biberach an der Riß
- 2024: Härtsfeld

### Geplante Veranstaltungen
- 2025: Weinheim
- 2026: Oberkirch
- 2027: Villingen-Schwenningen
- 2028: Herrenberg
- 2029: Crailsheim